# Distrito Escolar Unificado de Calexico
El Distrito Escolar Unificado de Calexico (Calexico Unified School District, CUSD) es un distrito escolar de California. Tiene su sede en Calexico. El consejo escolar tiene un presidente, un vicepresidente, un secretario, y dos miembros.

## Escuelas
Centro para adultos:
- Roberto F. Morales Adult Center

Escuelas preparatorias:
- Escuela Preparatoria de Calexico
- Academia De Anza (Anza 9th Grade Academy)

Escuelas secundarias:
- Escuela Secundaria Enrique Camarena
- Escuela Secundaria William Moreno

Escuelas primarias:
- Escuela Primaria Blanche Charles
- Escuela Primaria Cesar Chavez
- Escuela Primaria Dool
- Escuela Primaria Jefferson
- Escuela Primaria Kennedy Garden
- Escuela Primaria Mains
- Escuela Primaria Rockwood